# Венгрия на зимних Олимпийских играх 1998
Венгрия принимала участие в Зимних Олимпийских играх 1998 года в Нагано (Япония) в восемнадцатый раз за свою историю, но не завоевала ни одной медали.

## Состав сборной
Сборная страны состояла из 17 спортсменов (8 мужчин и 9 женщин), которые выступили в соревнованиях по конькобежному спорту, горнолыжному спорту, лыжным гонкам, биатлону, бобслею и фигурному катанию.

## Результаты
Лучшим результатом сборной стало 13 место фигуриста Сабольча Видрая в одиночном катании.

### Лыжные гонки
Гонка на 10 км классическим стилем (с раздельным стартом) у мужчин проходила 12 февраля в сложных погодных условиях: за 5 минут до старта начался дождь со снегом.
Мужчины
| Спортсмен            | Дистанция                 | Результат | Результат |
| Спортсмен            | Дистанция                 | Время     | Место     |
| -------------------- | ------------------------- | --------- | --------- |
| Балаж Латромпетт Янн | 10 км классическим стилем | 35:30,9   | 89        |

### Фигурное катание
Соревнования по фигурному катанию на зимних Олимпийских играх 1998 года прошли с 8 по 20 февраля в японском городе Нагано на катке спортивной арены «Белое кольцо» (ホワイトリング). Выступления спортсменов оценивали по старой системе судейства, где важнее была «сумма мест»: сколько судей поставят спортсмена на более высокое место.
Мужчины — одиночное катание
| Спортсмен      | Короткая программа | Произвольная программа | Сумма мест (TFP) | Место |
| -------------- | ------------------ | ---------------------- | ---------------- | ----- |
| Сабольч Видрай | 12                 | 13                     | 19,0             | 13    |

Женщины
| Спортсменка    | Короткая программа | Произвольная программа | Сумма мест (TFP) | Место |
| -------------- | ------------------ | ---------------------- | ---------------- | ----- |
| Юлия Шебештьен | 19                 | 15                     | 24,5             | 15    |